# Erna Brinkman
Erna Augusta Brinkman (* 25. März 1972 in Sneek, Friesland) ist eine ehemalige niederländische Volleyballspielerin.

## Karriere
Brinkman begann mit ihrer Volleyballkarriere beim heimischen VC Sneek. Mit der niederländischen Nationalmannschaft wurde sie 1991 in Italien Vize-Europameisterin und belegte ein Jahr später bei den Olympischen Spielen in Barcelona den sechsten Platz. Danach wechselte sie in die deutsche Bundesliga zum USC Münster, mit dem sie deutscher Vizemeister wurde. Anschließend spielte sie zwei Jahre beim Ligakonkurrenten 1. VC Schwerte. Mit der Nationalmannschaft gewann sie 1995 im eigenen Land die Europameisterschaft und nahm 1996 in Atlanta zum zweiten Mal an Olympischen Spielen teil, bei denen sie auf Platz 5 landete. In der Saison 1996/97 spielte die Außenangreiferin in Japan bei Itoyokada Tokio und ein Jahr später in Brasilien beim Rio de Janeiro VC, mit dem sie die nationale Meisterschaft gewann. Danach wechselte Brinkman nach Italien, wo sie bei Volley Napoli, Monte Schiavo Jesi, Viva Volley Tortoreto und Volley 2002 Forlì spielte. Mit dem RC Cannes gewann sie 2003 die französische Meisterschaft. Anschließend kehrte sie nach Italien zurück und spielte für Cerdisa Reggio Emilia, Fornarina Civitanova Marche und Sassuolo Volley. 2006/07 ließ Brinkman in Russland bei Leningradka Sankt Petersburg ihre Karriere ausklingen.